# Tesla Roadster (2008)
Der Tesla Roadster ist ein elektrisch angetriebener zweisitziger Sportwagen. Er ist das erste Serienfahrzeug von Tesla und das erste Serienfahrzeug der Welt, das in den Weltraum befördert wurde.

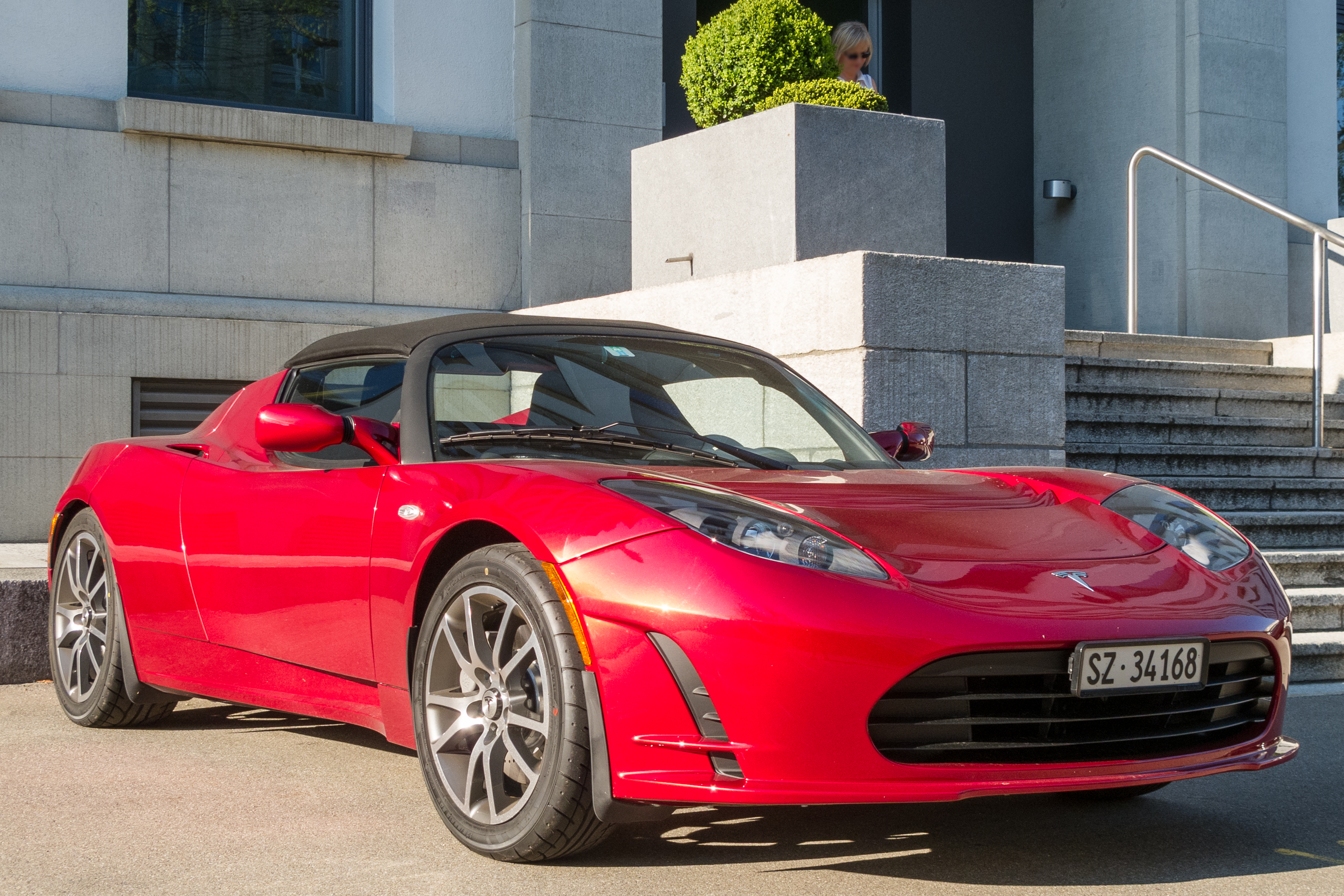
Tesla Roadster in Winterthur

Am 24. Juli 2006 stellte Tesla den Roadster in einer geschlossenen Veranstaltung auf dem kalifornischen Flughafen Santa Monica vor. Die Kleinserienproduktion begann nach mehreren Verzögerungen am 17. März 2008 und die reguläre Produktion endete im Jahr 2012. Im Produktionszeitraum wurden ca. 2450 Roadster produziert und weltweit verkauft. Größter Absatzmarkt mit ca. 1800 Fahrzeugen waren die USA.

## Technik

### Antrieb
Der zweisitzige Sportwagen wird von einem 215 kW starken Motor im Heck angetrieben. Das maximale Drehmoment von 370 Nm (400 Nm bei Sport-Variante) liegt bei Drehzahlen von 0–5400/min an. Das ursprünglich geplante Zweiganggetriebe wurde verworfen, weil die Prototypen den Anforderungen an die Langlebigkeit des Fahrzeugs nicht genügten. Stattdessen hat das Serienfahrzeug ein Getriebe mit nur einem Gang. Alle bis zur Umstellung gefertigten Tesla Roadster erhielten zunächst das zweigängige Vorseriengetriebe, dessen zweiter Gang allerdings arretiert ist, um die einwirkende mechanische Belastung zu beschränken. Diese Getriebe wurden später im Rahmen der Herstellergarantie gegen das Einganggetriebe ausgetauscht.
Mit dem endgültigen Getriebe erreicht das Fahrzeug in etwa 3,7 Sekunden 100 km/h, die früher ausgelieferten Modelle brauchen dafür noch 5,7 Sekunden. Um das Getriebe zu schonen und die Akkubelastung zu begrenzen, wird der Roadster zugunsten der Reichweite bei 201 km/h (125 mph) elektronisch abgeregelt. Die bordeigene Sensorik meldet bei der Beschleunigung einen Spitzenwert von 0,7 g.

### Fahrwerk und Karosserie
Der Roadster wurde zusammen mit AC Propulsion und Lotus entwickelt. Unverkennbar ist die Ähnlichkeit der Karosserie mit Karosserieformen des britischen Sportwagenherstellers Lotus, in dessen Werk in Hethel die Serie auch produziert wurde. Orientierungspunkt war der Lotus Elise, von dem viele Bauteile übernommen wurden. Beide Fahrzeuge haben den gleichen Aluminiumrahmen, den der dänische Zulieferer Hydro Aluminium für Lotus entwickelte. Der Rahmen wiegt lediglich 65 kg und ist nicht geschweißt, sondern verklebt und vernietet. Dieser Rahmen wurde auch beim Opel Speedster verwendet. Alle Räder sind einzeln an Doppelquerlenkern aufgehängt. Die Karosserie ist aus kohlenstofffaserverstärktem Kunststoff gefertigt.
Das Stoffverdeck kann durch ein Hardtop ersetzt werden, das gegen Aufpreis erhältlich war.
Der Wagen ist 3,94 m lang, 1,87 m breit und wiegt etwa 1240 kg.

### Antriebsbatterie

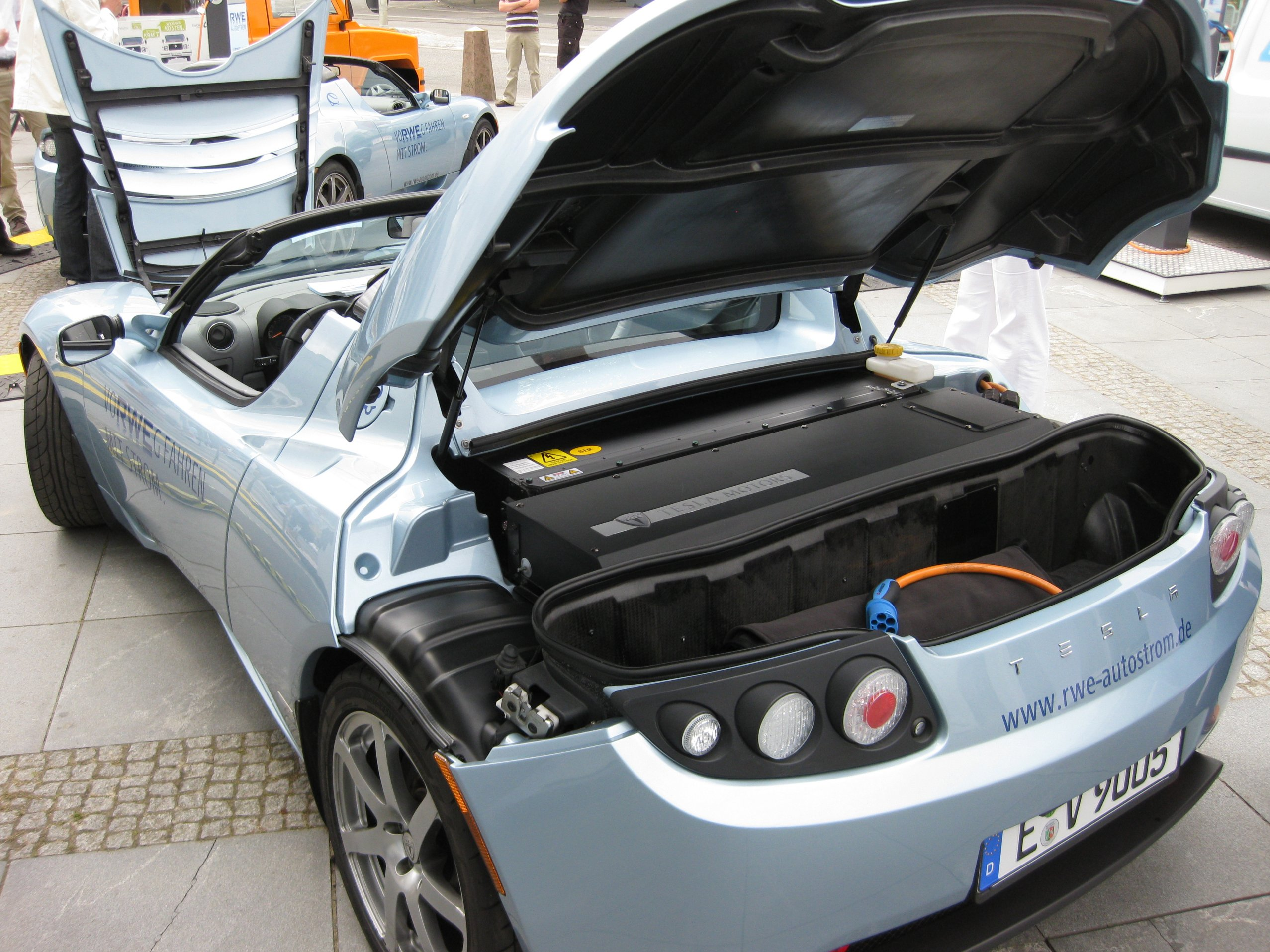
Der Akku-Raum des Roadsters

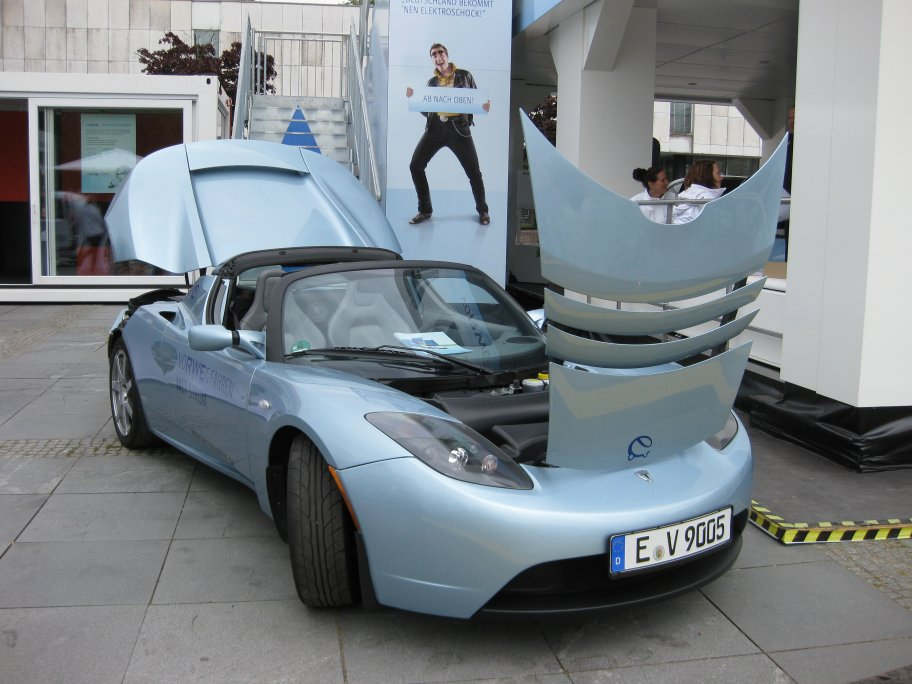
Tesla Roadster

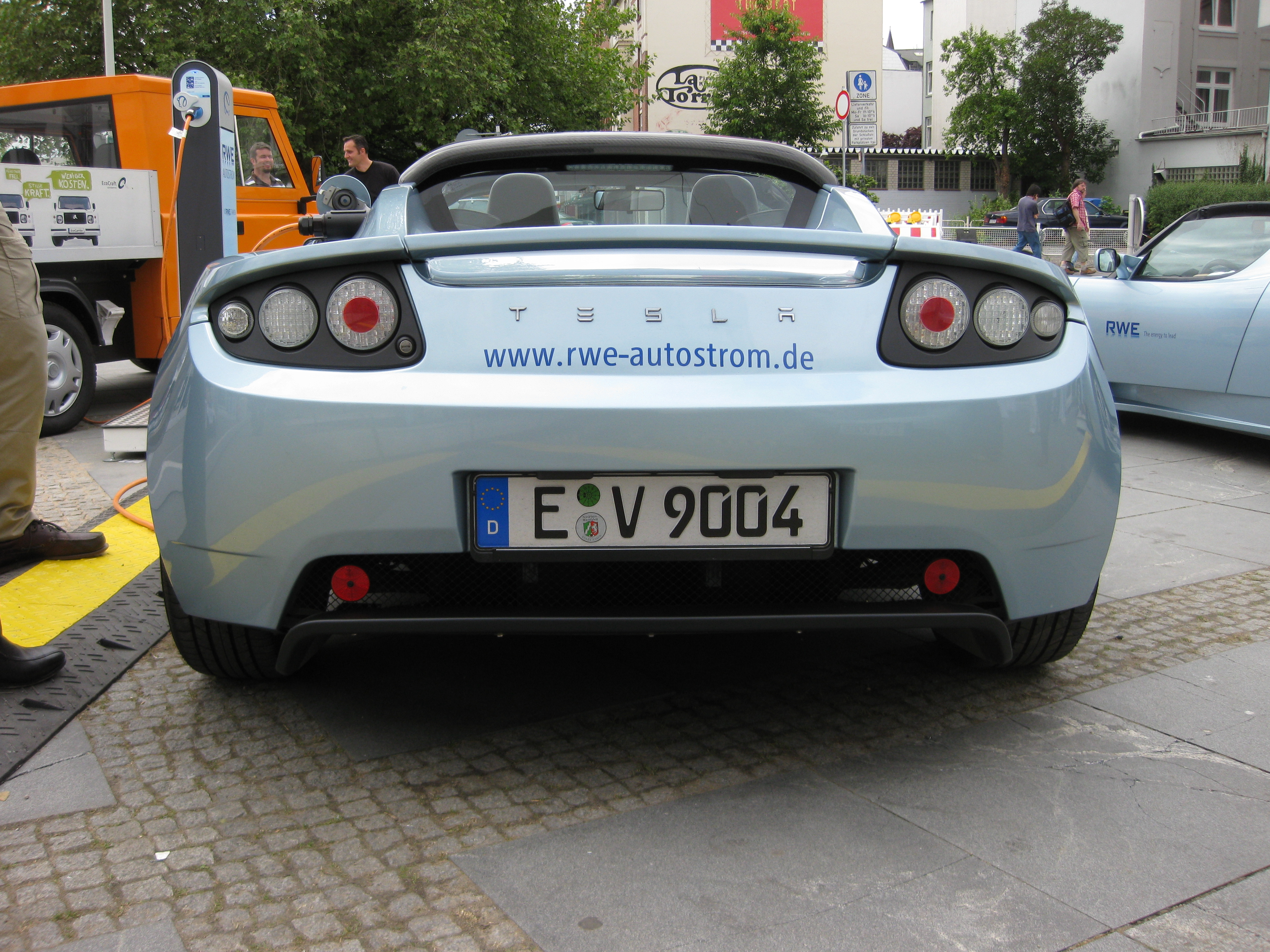
Tesla Roadster Heckansicht

Die Antriebsbatterie besteht aus 6831 Zellen handelsüblicher Lithium-Ionen-Zellen der Größe 18650, die auch für Notebooks verwendet werden. Die Batterie speichert 56 kWh (ca. 20 % Ladeverluste, daher werden etwa 70 kWh für eine Aufladung benötigt), und hat eine Nennspannung von 400 Volt. Die gesamte Batterie setzt sich aus elf in Serie geschalteten Platten zusammen, die jeweils neun ebenfalls in Serie geschaltete Blocks enthalten; in jedem Block sind jeweils 69 Zellen parallel miteinander verbunden (11S 9S 69P). Jede Akkuzelle ist 65 mm lang und hat einen Durchmesser von 18 mm. Die gesamte Antriebsbatterie wiegt etwa 408 kg. Jede Zelle hat zwei Sicherungen – eine an der Anode und eine an der Kathode. Der gesamte Batterieblock wird durch eine Mischung aus Wasser und Glykol gekühlt.
Am 26. Dezember 2014 gab Tesla bekannt, es werde ein Upgradekit mit dem Namen Roadster 3.0 geben, mit unter anderem einer 70-kWh-Batterie.

### Energieverbrauch und Reichweite

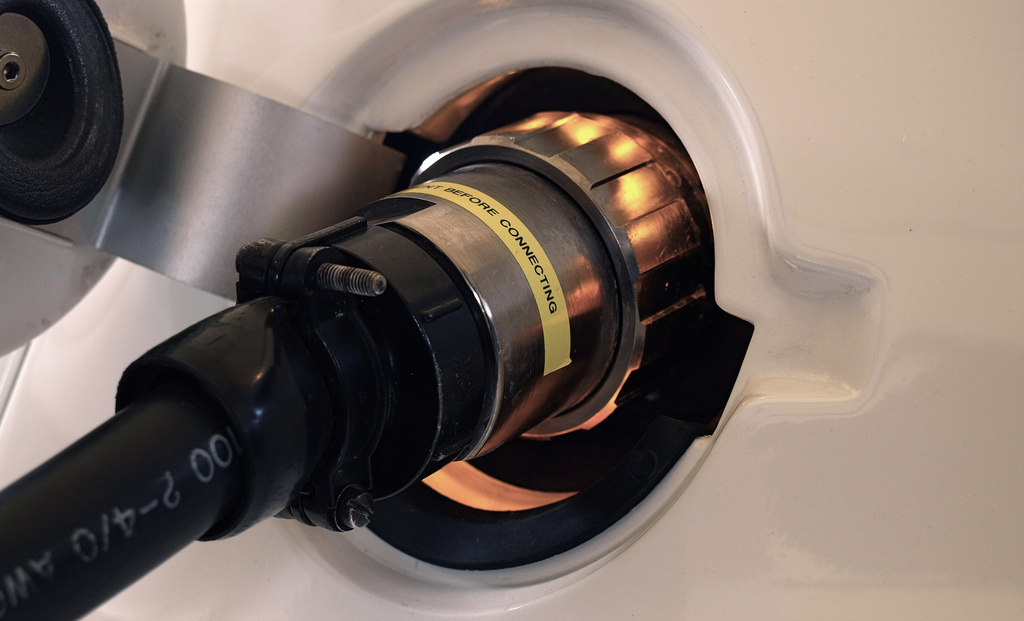
Angekoppelter Ladestecker

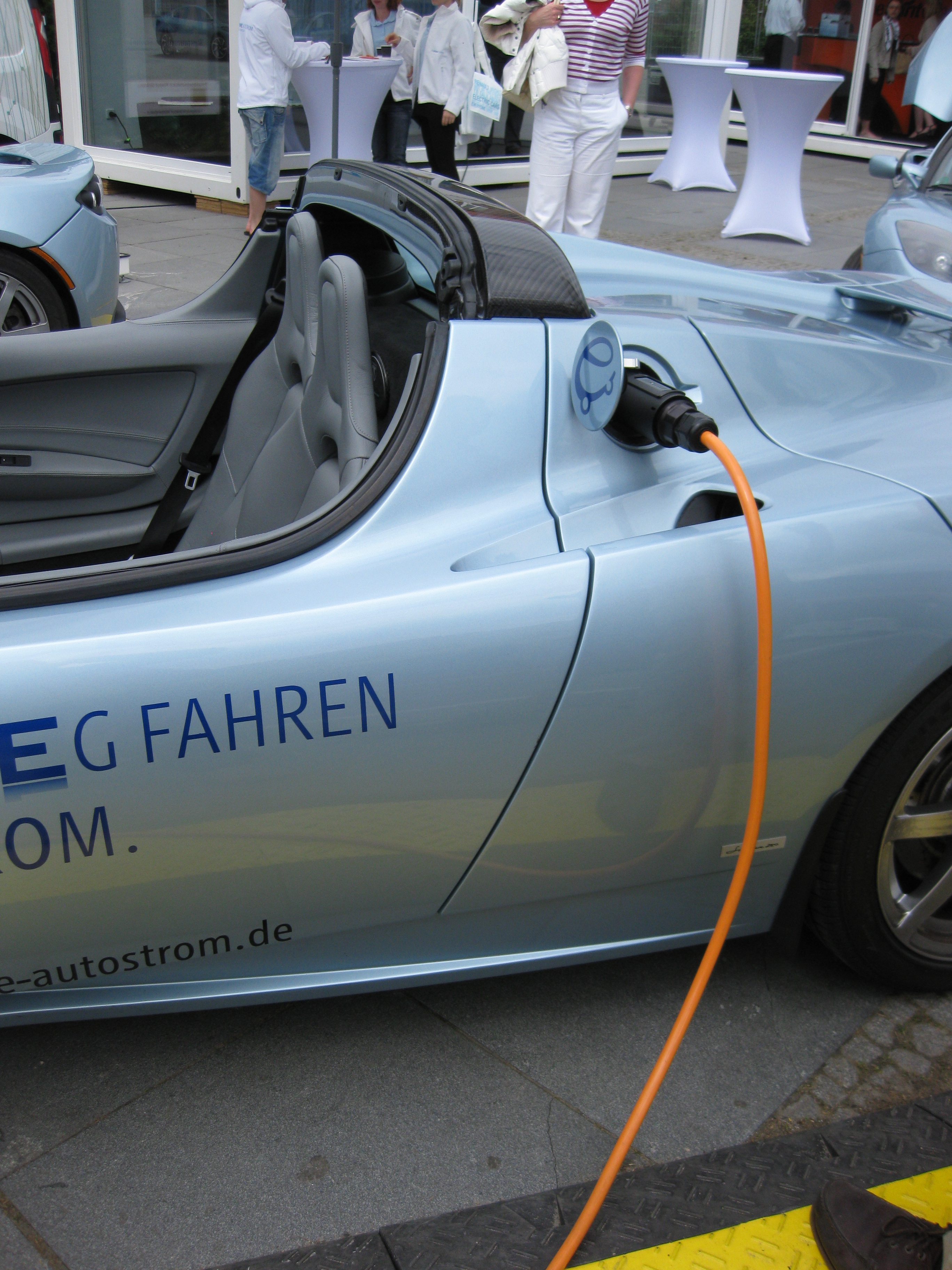
Tesla Roadster wird geladen.

Der Energiebedarf beträgt im Durchschnitt 457,2 kJ/km, bezogen auf den Energiegehalt von Motorenbenzin entspricht das 1,49 Liter auf 100 km. Das Fahrzeug selbst ist abgasfrei, CO2 und andere Schadstoffe können jedoch bei der Stromerzeugung freigesetzt werden, abhängig von der Art der Stromerzeugung.
Tesla gab eine Energieeffizienz einschließlich Energiebereitstellung und -erzeugung (Well-to-Wheel = Quelle bis Rad) von 1,14 km/MJ an. Das entspricht Fahrzeugen mit einem Verbrauch von etwa 2,2 Liter Benzin oder Diesel oder 1,5 kg Erdgas (H-Gas) pro 100 km Strecke. Dabei wird die Elektroenergiebereitstellung und -erzeugung aus Erdgas mit einem Wirkungsgrad (Well-To-Station = Quelle bis Tankstelle) von 52,5 % angenommen, der Well-to-Station-Wirkungsgrad bei Diesel mit 90,1 %, Benzin mit 81,7 % und Erdgas mit 86 %.
Tesla versprach eine Reichweite von 350 km nach dem europäischen „Electric Vehicle Combined Cycle“. In der Praxis beobachtete Reichweiten lagen zwischen 200 km „bei strammer Fahrt“ und 501 km.
Roadster 3.0 haben eine Reichweite von bis zu 643 Kilometern.
Die hohe Reichweite trotz nur 56 Kilowattstunden Energiegehalt – was dem Heizwert von gut 6 Liter Benzin entspricht – ist möglich, weil Elektromotoren einen Wirkungsgrad von über 94 % haben (zum Wirkungsgrad von Dieselmotoren siehe Dieselmotor#Wirkungsgrad und zum Wirkungsgrad von Benzinmotoren Ottomotor#Wirkungsgrad).
Außerdem wirkt der Elektromotor beim Bremsen als Generator und kann einen großen Teil der aufgewendeten Beschleunigungsenergie zurückgewinnen. Dies spart besonders bei Stadtfahrten Energie.

### Ladetechnik
Das Ladegerät des Roadsters kann nur einphasig laden. Die Ladedauer beträgt an einem Tesla High Power Wall Connector (HPC) mit 70 A vier Stunden, an einer in Deutschland gebräuchlichen dreiphasigen CEE-Steckdose mit 32 Ampere etwa acht Stunden, wobei hierbei auch nur eine Phase genutzt wird. Steht lediglich eine 230-V-16-A-Schukosteckdose zur Verfügung, die nur mit 10 A dauerbelastet werden darf, benötigt ein vollständiger Ladezyklus etwa 24 Stunden.

## Lebensdauer der Antriebsbatterie
Vielfach skeptisch, gerade auch von Vertretern großer Automobilhersteller, wurde die versprochene Lebensdauer der Antriebsbatterie gesehen, weil Lithium-Ionen-Akkus nach deren Auffassung keine ausreichende Lebensdauer für die Verwendung in einem Kraftfahrzeug aufwiesen. Tesla vertrat aber die Auffassung, dass es extreme Temperaturen seien, die Akkus rasch altern ließen, nämlich Kälte bei Handys und Hitze bei Laptops. Deshalb werde der Akkublock des Tesla Roadster permanent von temperierter Flüssigkeit umspült, die für optimale Temperaturen von 18 bis 25 °C sorgen sollte.
Im Mai 2011 erreichte ein Fahrer mit seinem Tesla Roadster 100.000 km und ein Jahr später sogar ein weiterer 200.000 km Fahrleistung, was als Indiz für eine ausreichende Akku-Haltbarkeit angesehen wurde.
Plug in America führte unter Fahrern des Tesla Roadster eine Umfrage bezüglich der Lebensdauer der verwendeten Akkus durch. Dabei ergab sich, dass die Akkus nach 100.000 Meilen (ca. 160.000 km) noch eine Kapazität von 80 bis 85 Prozent hatten. Das war unabhängig davon, in welcher Klimazone das Fahrzeug bewegt wurde.

## Kosten und Produktion

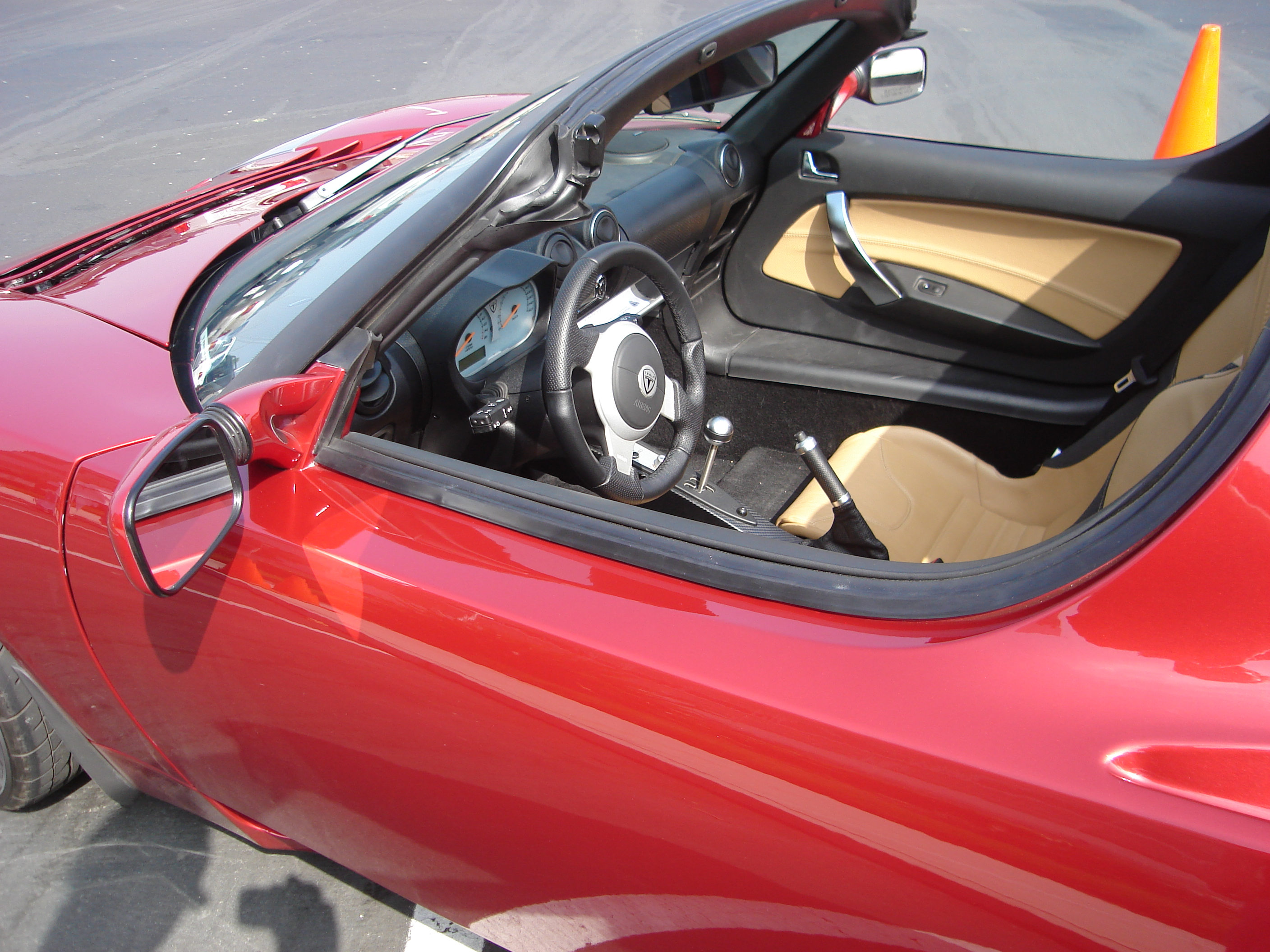
Der Innenraum des Wagens

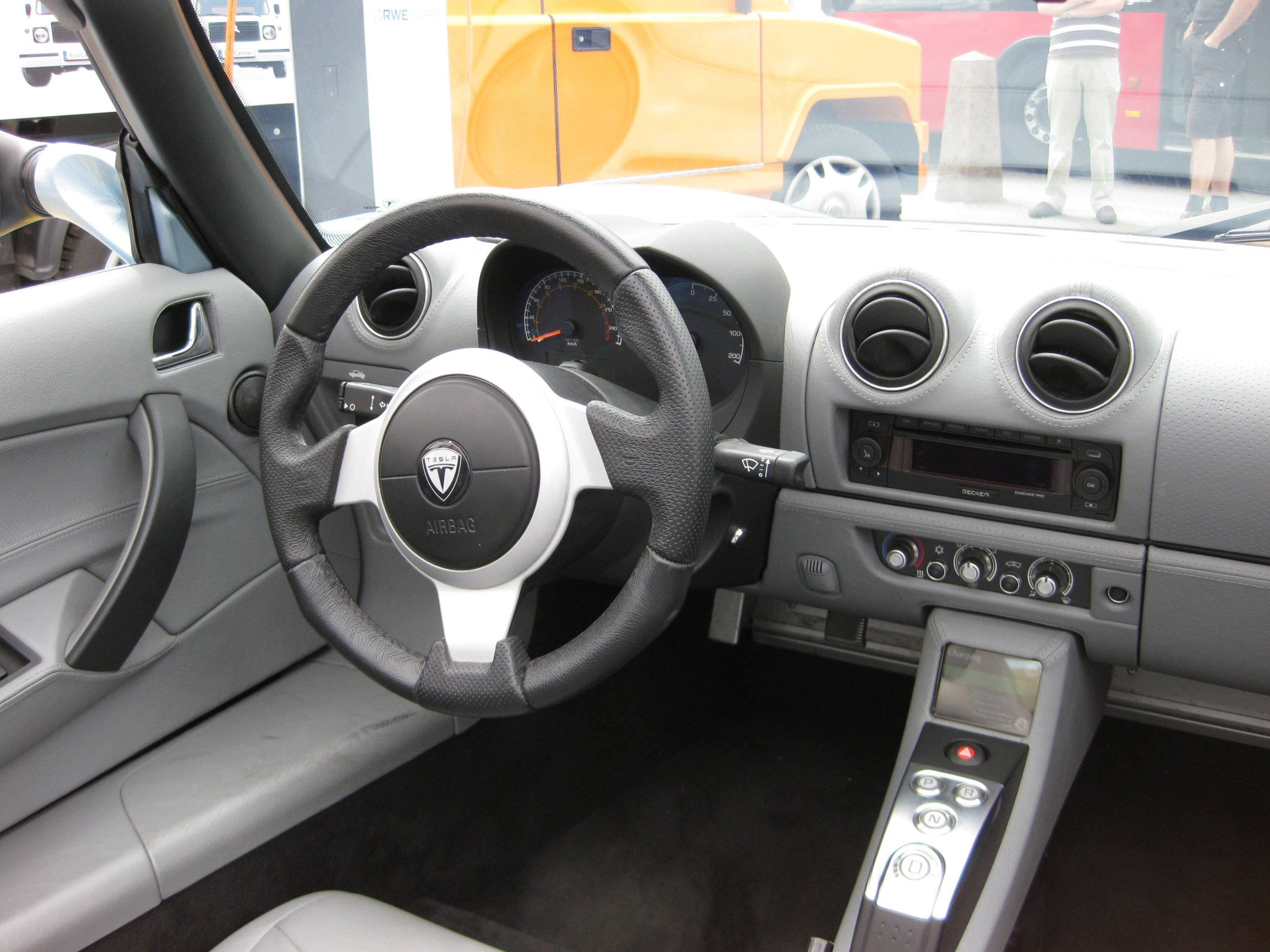
Das Cockpit des Roadsters

Der Preis für die Basisausstattung des Wagens betrug 109.000 US-Dollar. Ein vollständiges Laden des Akkublocks (für ca. 350 km Reichweite) kostete nach US-amerikanischen Preisen 2008 etwa zwei bis drei US-Dollar.
Am Anfang sollten im Lotus-Werk Hethel in Großbritannien 2000 Roadster pro Jahr gefertigt werden. Die Produktion begann am 17. März 2008. Interessenten konnten sich auf Teslas Website gegen eine Anzahlung von 60.000 US-Dollar (50.000 Euro in Europa) auf eine Warteliste setzen lassen.
Nachdem der Roadster zuerst nur in Nordamerika angeboten worden war, war er seit Mai 2009 auch in Europa erhältlich. Dafür wurde zuerst ein auf 250 Einheiten limitiertes Sondermodell Roadster Sport Signature Edition zum Preis von mindestens 117.810 Euro geschaffen. Das europäische Modell sollte einen stärkeren Motor, ein verändertes Getriebe, spezielle Dämpfer und Sonderräder haben. Das zuletzt produzierte Modell 2.5 wies gegenüber den ersten Modellen kleinere Anpassungen auf.
Im März 2008 begann die Produktion und es wurden bis Jahresende etwa 100 Fahrzeuge hergestellt. 2009 wurden rund 900 Roadster und in 2010 etwa 400 produziert. Ab 2011 gab Tesla jahresgenaue Stückzahlen an und für dieses Jahr waren es 774 und in 2012 noch 276.
Ende des Jahres 2012 wurde die Produktion des Roadsters eingestellt und die des Model S gestartet.

## Nachfolger
Im Jahr 2017 kündigte Elon Musk ein Nachfolgemodell für den Roadster an. Es wird ebenfalls Roadster heißen und soll mehrere Elektroautorekorde brechen. So soll der Roadster unter anderem mit 400 km/h das schnellste Elektroauto der Welt werden, innerhalb von 2,1 Sekunden von 0 auf 60 mph (97 km/h) beschleunigen und eine Reichweite von 1000 Kilometern haben. Der Start der Serienproduktion und Auslieferung war für 2020 geplant, wurde aber mehrmals nach hinten verschoben. Inzwischen (Stand Mai 2025) gibt es keinen konkreten Termin für einen Produktionsstart.

## Trivia

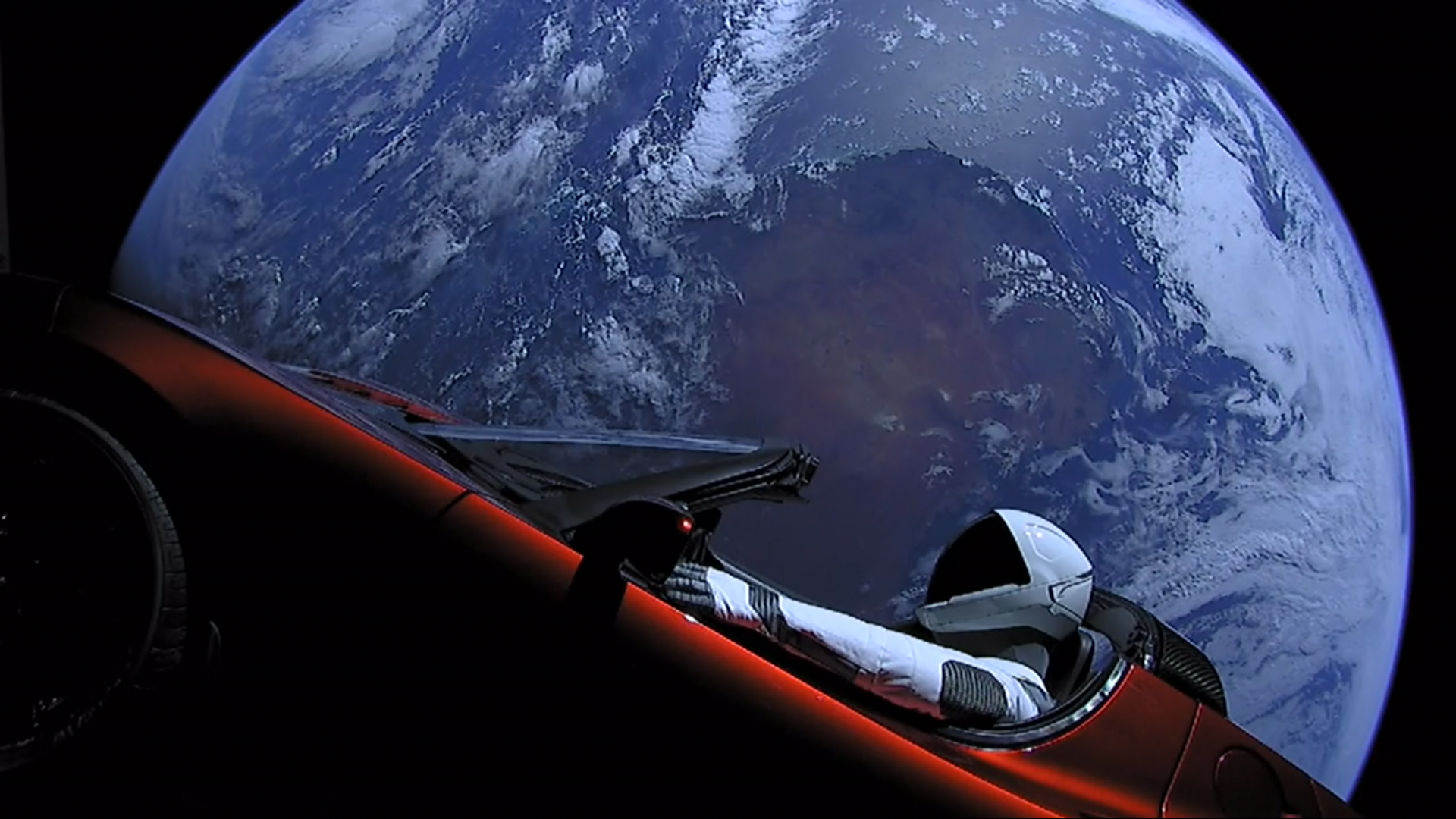
Tesla Roadster auf dem Weg zum Mars

Im Februar 2018 wurde ein kirschroter Tesla Roadster aus dem Besitz von Elon Musk mit dem Erstflug der Falcon-Heavy-Rakete in deren Laderaum in eine Umlaufbahn um die Sonne geschossen, auf der auch der Mars passiert werden soll. Das Fahrzeug diente als Nutzlastsimulator, da der Erfolg der Mission ungewiss war und keine wertvolle Fracht, wie beispielsweise ein Satellit, befördert werden sollte. Üblicherweise wird dafür ein Betonklotz verwendet. Auf dem Fahrersitz wurde eine lebensgroße Puppe mit Raumanzug platziert, die in Anlehnung an einen Song von David Bowie Starman genannt wurde. Das künstliche Objekt wurde von einem türkischen Hobbyastronomen entdeckt, fälschlicherweise als Asteroid eingestuft und am 2. Januar 2025 mit der Bezeichnung 2018 CN41 durch das Minor Planet Center bekanntgegeben. Rund 17 Stunden später wurde der Datensatz korrigiert und 2018-017A zugeordnet.